# Aenigmathura calliandra
Aenigmathura calliandra är en kräftdjursart som beskrevs av Gary C.B. Poore och Lew Ton 1986. Aenigmathura calliandra ingår i släktet Aenigmathura och familjen Leptanthuridae. Inga underarter finns listade i Catalogue of Life.